# Zelenodolsk (Ucraïna)
Zelenodolsk (en ucraïnès Зеленодольськ, en rus Зеленодольск) és una ciutat de la província de Dnipropetrovsk, Ucraïna. El 2021 tenia 12.874 habitants. Fins al 28 de juliol de 2020, Zelenodolsk pertanyia al districte d'Apóstolove, però aquest districte quedà abolit el juliol del 2020 després de la reforma administrativa d'Ucraïna, i passà a formar part del districte de Kriví Rih.